# 解学士
《解学士》，又名《神童解縉》，是一传统叙事类单口相声，长篇相声八大棍之一，作品取材于话本小说《解学士诗》和民间传说。

## 内容
内容讲述明代翰林学士解缙，少时聪慧过人，曾借对联“门对千棵竹短无，家藏万卷书长有”嘲弄邻家相府。曹丞相嫉妒解缙的才华，将他招至府中出对联考问，如“小孩扬土土飞空”、“出水蛤蟆穿绿袄”、“二猿断木深山中，小猴子也敢对锯(句)”等。不料解缙随机应变，用“大人有气气难生”、“落汤螃蟹披红袍”、“一马失足淤泥内，老畜生怎能出蹄(题)”等对答如流，反令曹丞相十分难堪。作品展现了少年解缙的聪明机智，讥讽了官绅富豪的愚蠢无能。